# 東京都道144号中島十番線
東京都道144号中島十番線（とうきょうとどう144ごう なかじまじゅうばんせん）とは小平市青梅橋交差点と小川橋交差点を結ぶ一般都道である。

## 概要
- 区間延長：0.6km
- 起点：小平市中島町青梅橋交差点
- 終点：小平市中島町小川橋交差点

起点の青梅橋交差点から終点の小川橋交差点まで南下する都道であるが、全区間の距離は短い。
現在全線で東京都により道路拡幅事業が施行中であり、事業完了後は都道16号との交差方法が現行の小川橋交差点におけるY字路から、やや北の位置におけるT字路形式（都道16号が直角に進む）に変更となる。また、小川橋の架替により立川通り現道との交差方法も変更となる予定である。

## 交通状況
- 平成22年（2010年）度時点の道路交通センサスによる当道の自動車類交通量について、小型車5,379台、大型車596台、合計5,975台である（24時間交通量、上下合計）[1]。

## 通過する自治体
- 小平市

## 交差する道路
- 東京都道5号新宿青梅線（青梅街道）：青梅橋交差点
- 東京都道16号立川所沢線（立川通り）：小川橋交差点

## 周辺の施設
- 西武拝島線東大和市駅：当道と直接の交差はしないが、起点の青梅橋交差点の近くに存在する。
- 東京都薬用植物園
- 野火止用水緑道

## 通過するバス
- 西武バス：立川営業所の立35・立37・立39・立45系統と、小平営業所の立34系統のバスが、東大和市駅を発着または経由しながら当道全区間を走行し各方面へ廻っている[2]。